# Gli invincibili tre
Gli invincibili tre è un film peplum del 1964, diretto da Gianfranco Parolini e centrato sulla figura del possente Ursus.

## Trama
Il film fa leva sull'antagonismo fra l'eroe buono, in questo caso il principe Dario, e il tiranno che si fa chiamare Ursus. Arriva però in città il vero Ursus con i suoi amici Capriolo e Manina. Appoggiati da Dario, dopo molte prodezze, i tre ristabiliscono la pace.